# Giuseppe Pietro Gagnor
Giuseppe Pietro Gagnor O. P. (* 17. Oktober 1884 in Condove; † 4. November 1964 in Rom) war römisch-katholischer Bischof von Alessandria.

## Leben
Gagnor trat 1901 dem Orden der Dominikaner bei und empfing am 30. Juli 1908 die Priesterweihe. Er war anschließend als Missionar in der Türkei und dem Libanon tätig. 1924 wurde er Vikar für die Orientmission seines Ordens. 1930 wurde Gagnor Generalsekretär für die Missionstätigkeiten der Dominikaner. 1938 wurde er Generalvikar des Bistums Caserta.
Papst Pius XII. ernannte ihn am 1. Februar 1941 zum Titularbischof von Thennesus und bestellte ihn zum Weihbischof im Bistum Caserta. Die Bischofsweihe spendete ihm am 19. März desselben Jahres Natale Gabriele Moriondo, Bischof von Caserta. Mitkonsekratoren waren Nicola Maria di Girolamo, Bischof von Caiazzo, und Federico Emmanuel, Bischof von Castellammare di Stabia. Nach dem Rücktritt von Bischof Moriondo im Juni 1943 wurde Gagnor Apostolischer Administrator der Diözese. Am 30. Oktober 1945 ernannte Pius XII. ihn zum Bischof von Alessandria. 1952 ernannte der Papst Gagnor zum Päpstlichen Thronassistenten.
Er nahm ab 1962 an der ersten bis dritten Session des Zweiten Vatikanischen Konzils teil, auf dem er 1964 auch starb.